# 益子京右
益子 京右（ましこ きょうすけ、2000年12月27日 - ）は、栃木県宇都宮市出身のプロ野球選手（捕手）。右投右打。横浜DeNAベイスターズ所属。

## 経歴

### プロ入り前
小学校1年生のときに野球を始め、4年生で明保学童野球部に入る。女手一つで育ててくれた母が幼いころからキャッチボール相手だった。宇都宮市立宝木中学校時代は軟式野球部に所属。
青藍泰斗高校では1年秋から正捕手。石川翔は1年先輩に当たる。3年時は4番、主将としてチームを引っ張り、春の県大会は2本塁打、7打点の活躍で準優勝し、優秀選手に選ばれた。夏の県大会は準決勝で敗退し甲子園出場を逃すも、地肩の強さをアピールし、打撃では高校通算で23本塁打を記録した。
2018年10月25日に行われたプロ野球ドラフト会議にて横浜DeNAベイスターズから5位指名を受けた。11月10日に宇都宮市内で入団交渉を行い、契約金3000万円、年俸500万円（金額は推定）で仮契約を結んだ。背番号は32。担当スカウトは河原隆一。

### DeNA時代
2019年は、一軍出場なし。二軍では5月まで打率.063と苦しんだが、7月から調子を上げて最終的に打率.247、1本塁打、13打点、OPS.605という成績を残した。体がまだ固く、シーズン通して怪我を繰り返したが、同時期にリハビリ中だった筒香嘉智から体調管理に関するアドバイスをもらい食事面からも関節強化に取り組むようになる。
2020年も一軍出場は無かった。二軍では29試合に出場し、打率.220、1本塁打、7打点、OPS.683という成績を残した。
2021年は、二軍での開幕スタートとなったが、柔軟や体幹などのトレーニングによる徹底した体作りで怪我がなくなり、シーズン後半の10月22日にプロ初となる一軍昇格を果たす。翌日の対中日ドラゴンズ25回戦 (横浜スタジアム) にて「8番・捕手」で先発出場すると先発の東克樹含む3人の投手を完封に導いた。プロ初出場の試合で完封に導いた捕手は2007年7月7日の川本良平 (東京ヤクルトスワローズ) 以来。二軍では72試合に出場し、打率.235・6本塁打・26打点・OPS.683という成績を残した。
2022年は、初の一軍キャンプメンバーに選出される。しかしオープン戦期間中に二軍に合流し、開幕一軍とはならなかった。4月7日、故障で離脱した伊藤光に代わって一軍登録されるが、1試合の出場のみで4月20日に二軍へ降格する。8月1日に開催された大学・社会人選抜 対 U-23 NPB選抜ではメンバーに選出された。9月3日、頭痛や発熱などの症状があり新型コロナウイルスの陽性判定を受け一時離脱。二軍では63試合に出場し、打率.211、1本塁打という成績だった。
2023年は、二軍キャンプスタートとなったが、4月の二軍成績が打率.324と好調だったため一軍に昇格。しかし一軍メンバーに食い込めず、わずか1試合の出場に終わった。一方二軍では新加入の松尾汐恩と上甲凌大とのポジション争いを繰り広げ、70試合に出場して打率.248という成績を挙げた。
2024年は二軍で70試合に出場し、打率.219、4本塁打の成績だった。シーズン終盤の9月は、29打数9安打の打率.310と打撃の調子を上げた。シーズン中は一軍昇格の機会がなかったが、日本シリーズ出場資格者名簿には名を連ね、ベンチ入りした試合もあった。
2025年5月14日、左有鉤骨骨片切除の手術を行ったことが発表され、リハビリ班に合流した。

## 選手としての特徴
高校通算23本塁打。二塁への送球が最速1.72秒という強肩が特徴。

## 詳細情報

### 年度別打撃成績
| 年 度     | 球 団     | 試 合 | 打 席 | 打 数 | 得 点 | 安 打 | 二 塁 打 | 三 塁 打 | 本 塁 打 | 塁 打 | 打 点 | 盗 塁 | 盗 塁 死 | 犠 打 | 犠 飛 | 四 球 | 敬 遠 | 死 球 | 三 振 | 併 殺 打 | 打 率 | 出 塁 率 | 長 打 率 | O P S |
| --------- | --------- | ----- | ----- | ----- | ----- | ----- | -------- | -------- | -------- | ----- | ----- | ----- | -------- | ----- | ----- | ----- | ----- | ----- | ----- | -------- | ----- | -------- | -------- | ----- |
| 2021      | DeNA      | 3     | 5     | 5     | 0     | 1     | 0        | 0        | 0        | 1     | 0     | 0     | 0        | 0     | 0     | 0     | 0     | 0     | 1     | 1        | .200  | .200     | .200     | .400  |
| 2022      | DeNA      | 1     | 2     | 1     | 0     | 0     | 0        | 0        | 0        | 0     | 0     | 0     | 0        | 0     | 0     | 1     | 0     | 0     | 1     | 0        | .000  | .500     | .000     | .500  |
| 2023      | DeNA      | 1     | 0     | 0     | 0     | 0     | 0        | 0        | 0        | 0     | 0     | 0     | 0        | 0     | 0     | 0     | 0     | 0     | 0     | 0        | ----  | ----     | ----     | ----  |
| 通算：3年 | 通算：3年 | 5     | 7     | 6     | 0     | 1     | 0        | 0        | 0        | 1     | 0     | 0     | 0        | 0     | 0     | 1     | 0     | 0     | 2     | 1        | .167  | .286     | .167     | .452  |

- 2024年度シーズン終了時

### 年度別守備成績
| 年 度 | 球 団 | 捕手  | 捕手  | 捕手  | 捕手  | 捕手  | 捕手     | 捕手  | 捕手     | 捕手     | 捕手     | 捕手     |
| 年 度 | 球 団 | 試 合 | 刺 殺 | 補 殺 | 失 策 | 併 殺 | 守 備 率 | 捕 逸 | 企 図 数 | 許 盗 塁 | 盗 塁 刺 | 阻 止 率 |
| ----- | ----- | ----- | ----- | ----- | ----- | ----- | -------- | ----- | -------- | -------- | -------- | -------- |
| 2021  | DeNA  | 3     | 13    | 0     | 0     | 0     | 1.000    | 0     | 1        | 1        | 0        | .000     |
| 2022  | DeNA  | 1     | 5     | 2     | 0     | 0     | 1.000    | 1     | 1        | 0        | 1        | 1.000    |
| 2023  | DeNA  | 1     | 1     | 0     | 0     | 0     | 1.000    | 0     | 0        | 0        | 0        | ----     |
| 通算  | 通算  | 5     | 19    | 2     | 0     | 0     | 1.000    | 1     | 2        | 1        | 1        | .500     |

- 2024年度シーズン終了時[注 1]

### 記録
初記録
- 初出場・初先発出場：2021年10月23日、対中日ドラゴンズ25回戦（横浜スタジアム）、「8番・捕手」で先発出場
- 初打席：同上、2回裏に清水達也から空振り三振
- 初安打：同上、4回裏に清水達也から左前安打

### 背番号
- 32（2019年[8] - ）